# Joost Hals
Joost Hals (* 1584 oder 1585 in Antwerpen; † vor dem 16. Oktober 1626 in Haarlem, Datum unbekannt) war ein niederländischer Maler und Bruder von Dirck und Frans Hals.

## Leben
Joost Hals war der zweite Sohn des Tuchwirkers Franchois Hals und dessen Frau Adriana van Gestenryck nach Frans Hals, der 1583 oder 1584 geboren wurde. Er kam 1584 oder 1585 zur Welt, ein genaues Geburtsdatum ist wie bei seinem Bruder unbekannt. Die Familie Hals emigrierte in die nördlichen Niederlande, nachdem Antwerpen im August 1585 an den Herzog von Parma gefallen war. Die Erwähnung der Taufe von Dirck Hals in der Reformierten Kirche zu Haarlem am 19. März 1591 ist das erste Zeugnis ihrer Umsiedlung in diese Stadt, in der die Familie blieb.
Joost Hals wurde wie seine beiden Brüder Genre- und Porträtmaler, über seine Werke ist allerdings nichts bekannt. Er starb vor dem 16. Oktober 1626, da für diesen Tag belegt ist, dass Frans und Dirck Hals als seine Erben eine Pfändung über den Nachlass von Karel van Mander des Jüngeren aufhoben. Joost Hals hatte diese 1623 aus unbekanntem Grund veranlasst.